# Monture Canon FD

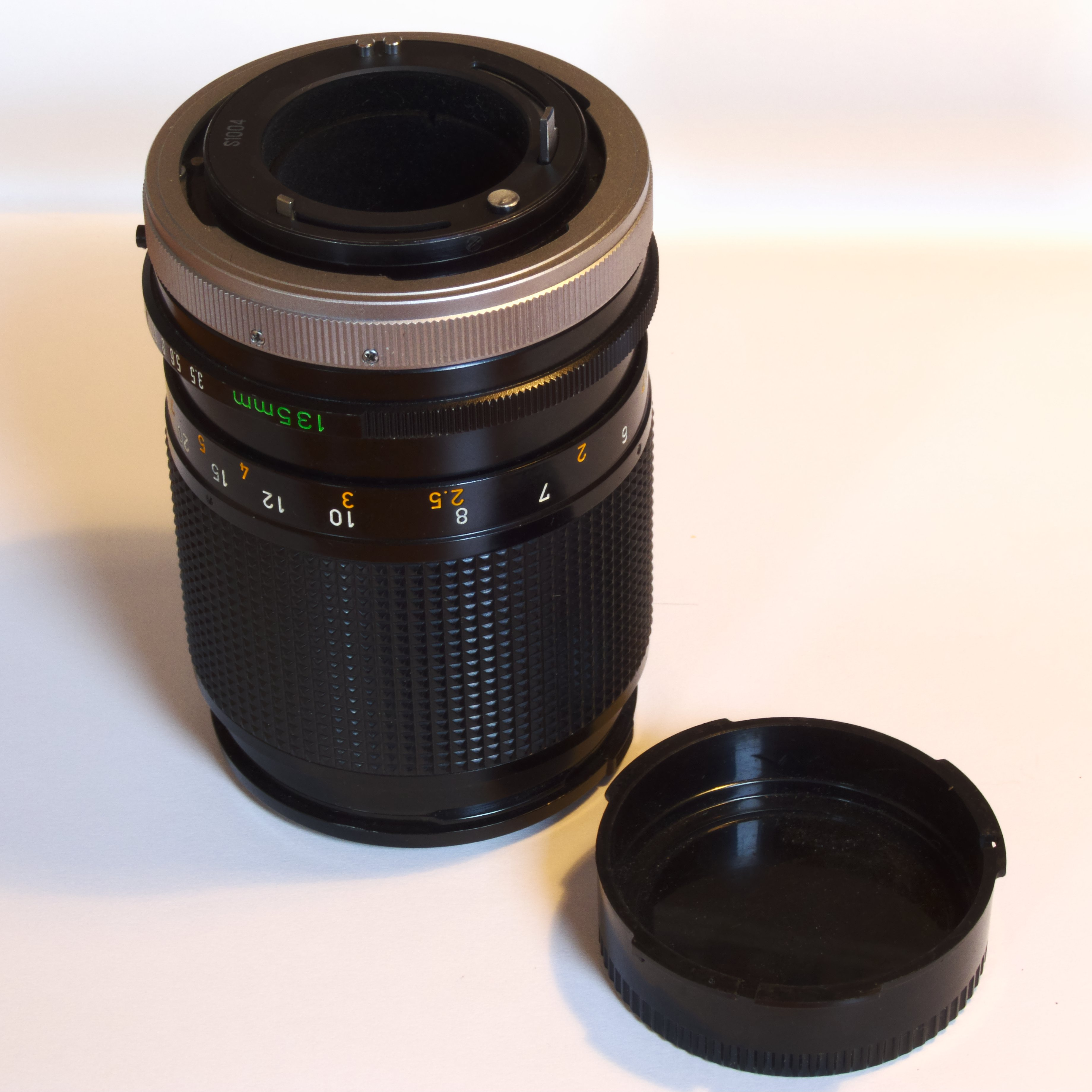
Monture « FD old » d'un Canon FD 135 F/3.5.

Lancés en 1971, le système de monture Canon FD et les objectifs FD associés ont été développés par Canon pour les appareils reflex argentiques au format 35 mm.

## Historique
Ces objectifs sont apparus en 1971, lors de la sortie du Canon F-1, et ont cessé d'être fabriqués en 1992.
Dans la première version de cette monture, le système de fixation est dit breech-lock : une bague rotative vissante de couleur aluminium, située à la base de l'objectif, vient le verrouiller au boîtier, sans que l'objectif ne tourne par rapport au boîtier. Ce dispositif a été préféré à la  baïonnette pour éviter les frictions entre le boîtier et la monture de l'objectif et les risques d'abrasion pouvant fausser la distance entre l'objectif et le film.
Une seconde version de la monture FD, dite « New FD », a été introduite en 1979, c'est une monture à baïonnette, et sa bague de fixation est désormais noire et pourvue d'un bouton de blocage (par cliquet) : ce système impose désormais de tourner l'objectif un quart de tour pour le fixer.
Contrairement aux objectifs plus anciens fabriqués par Canon (cf. les objectifs à montures FL ou R), avec les objectifs FD, la mesure de la lumière se fait à diaphragme ouvert.
La mise au point est manuelle sur les objectifs à monture FD, contrairement aux trois objectifs AC destinés au Canon T80 et à la gamme EF, très majoritairement autofocus (seuls quelques objectifs techniques sont uniquement à mise au point manuelle ainsi que la récente gamme dérivée CN-E).
Les objectifs FD sont incompatibles avec les appareils conçus pour la gamme EF mais des bagues d'adaptation existent néanmoins.

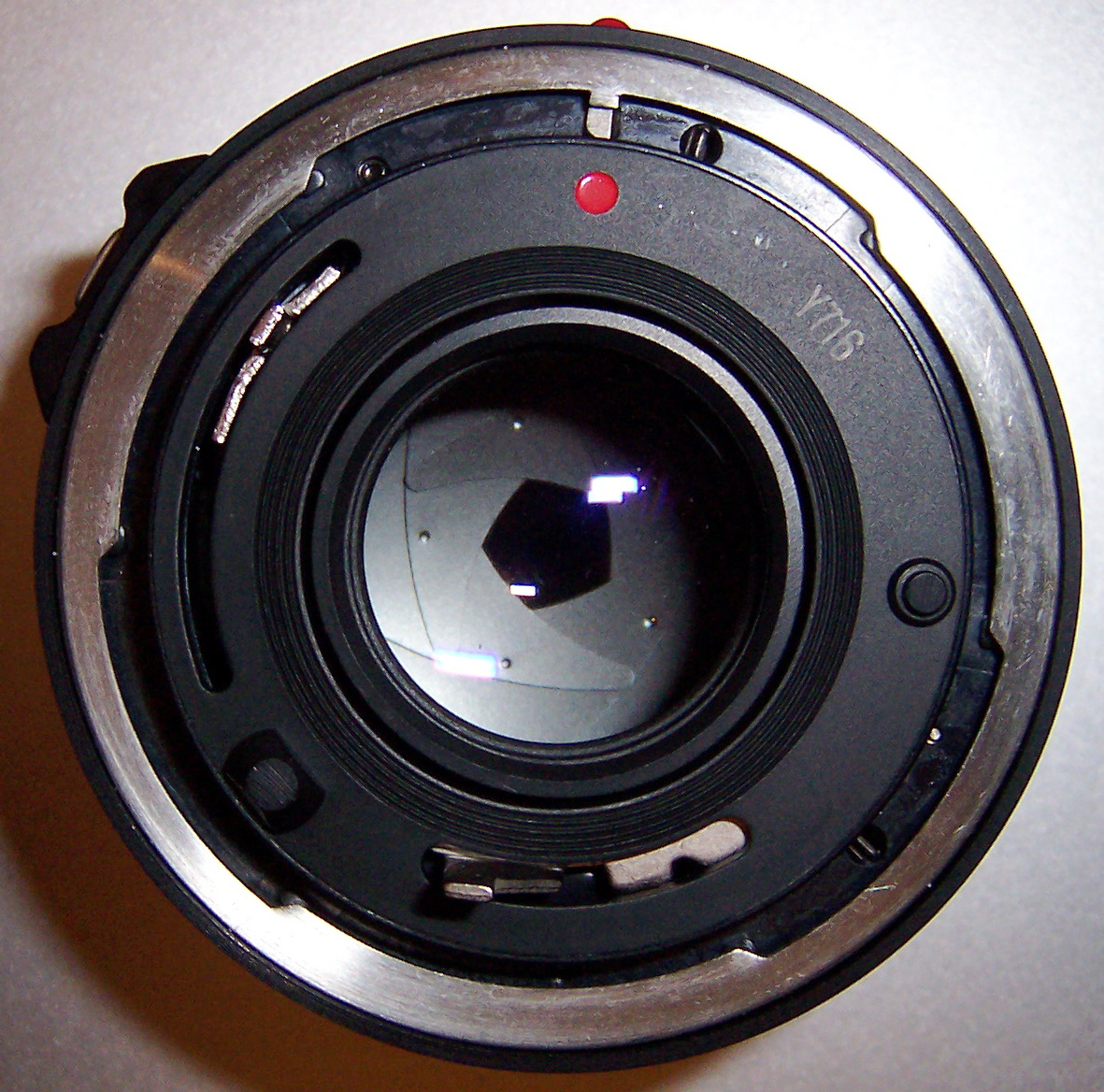
Arrière d'un objectif Canon FD.
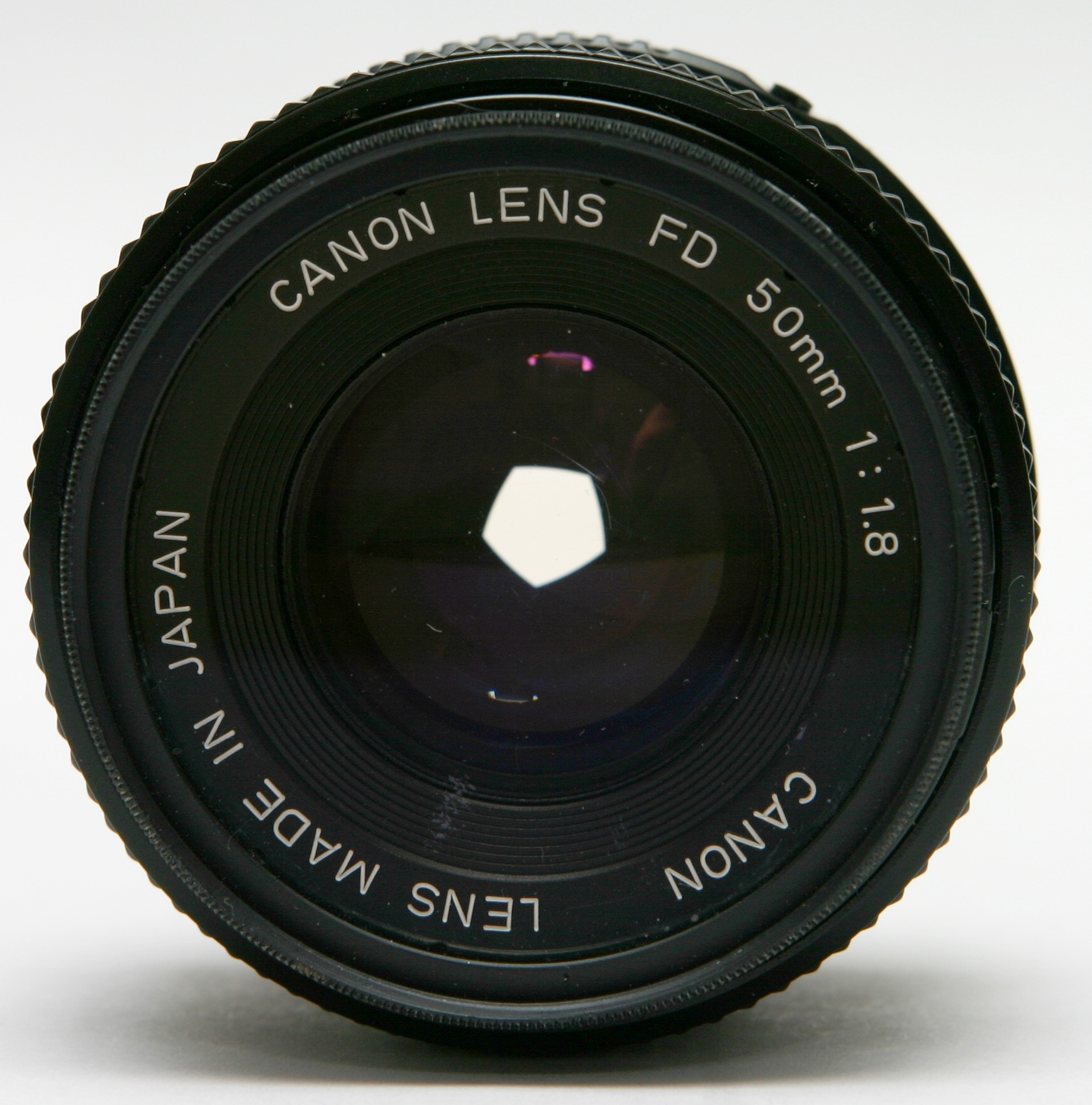
Avant d'un objectif Canon FD 50 mm f/1.8.
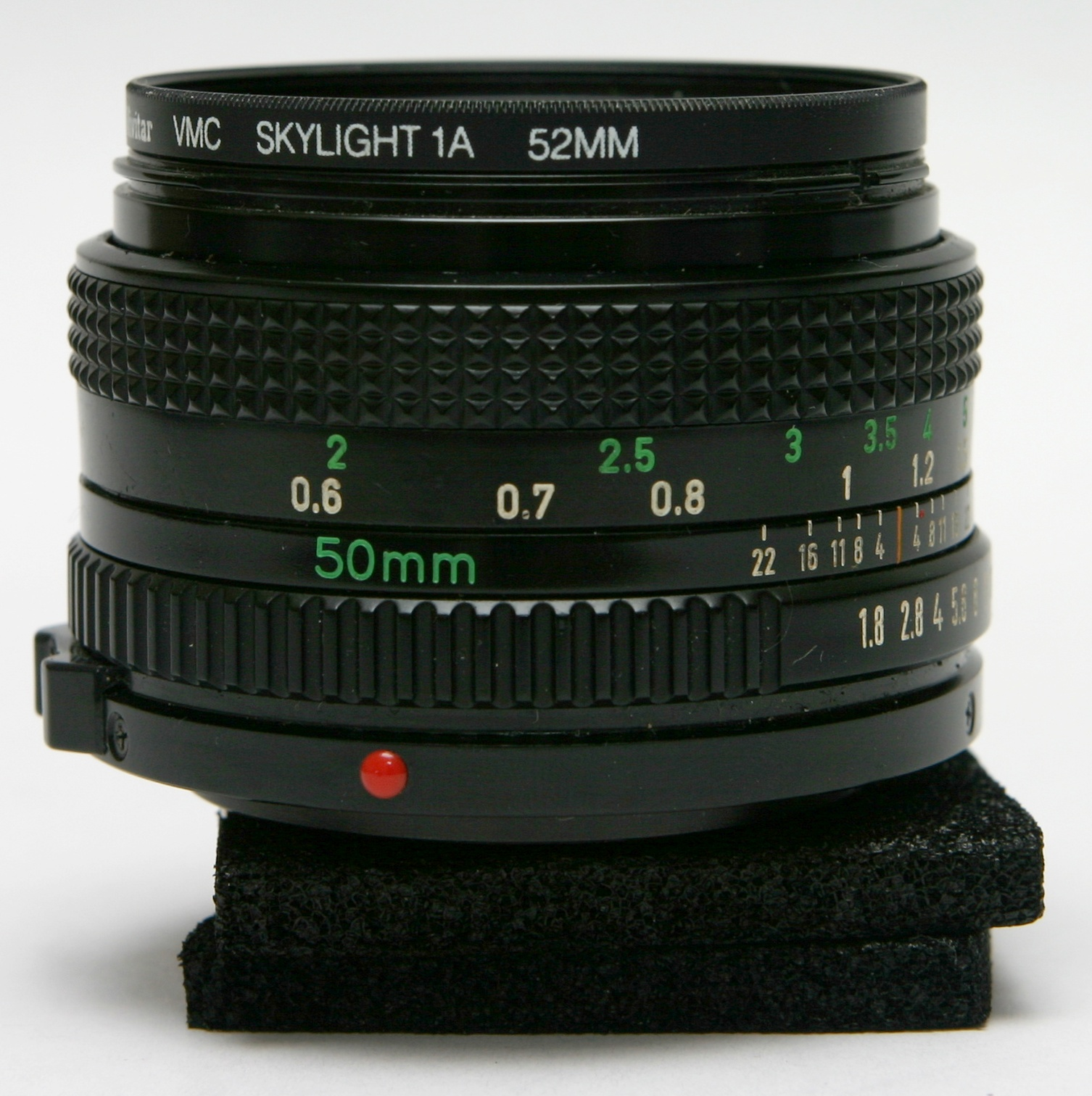
Objectif Canon FD 50 mm f/1.8 vu de côté.
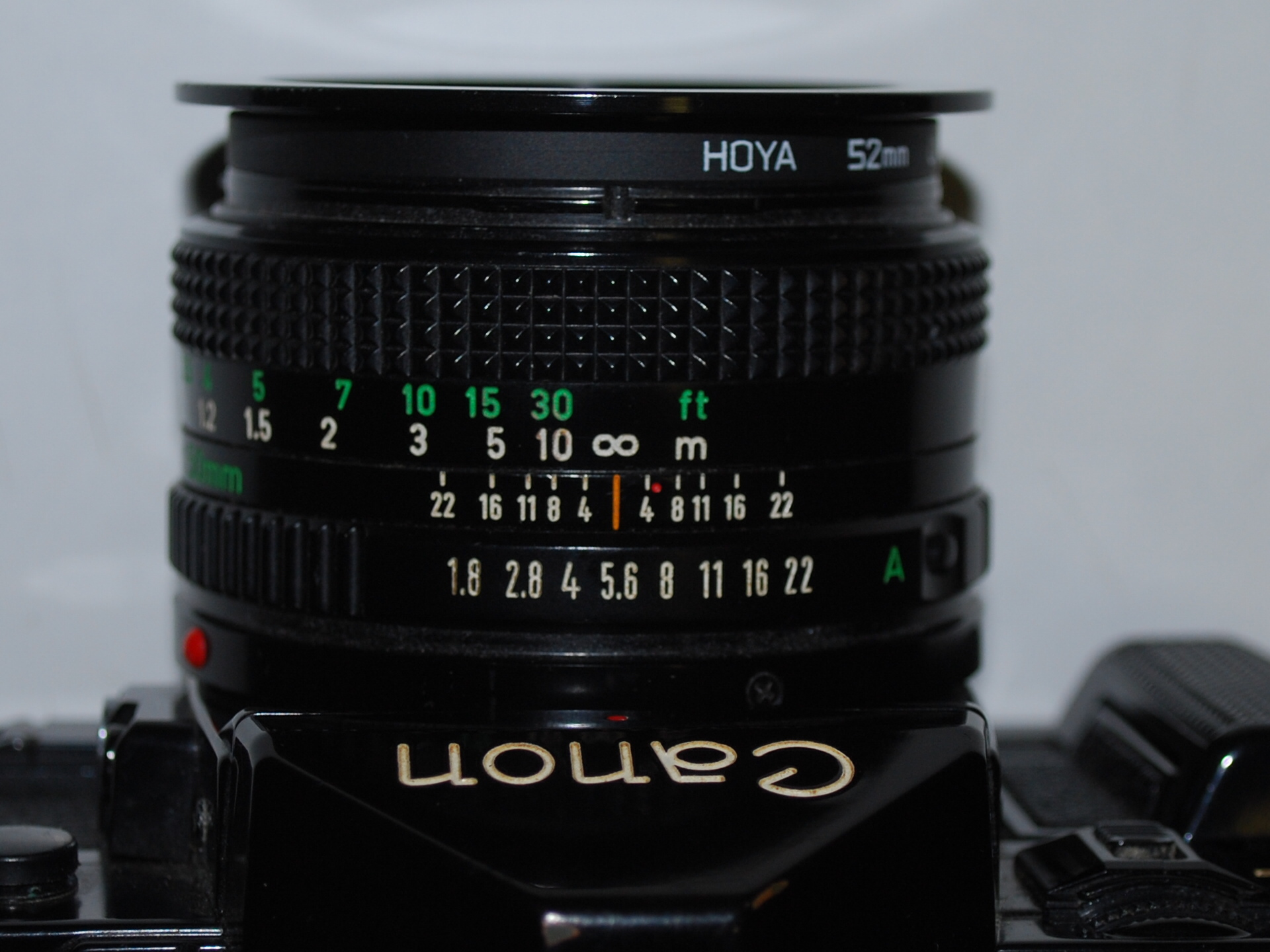
En mode Manuel, on choisit la valeur du diaphragme à l'aide de la bague de l'objectif.
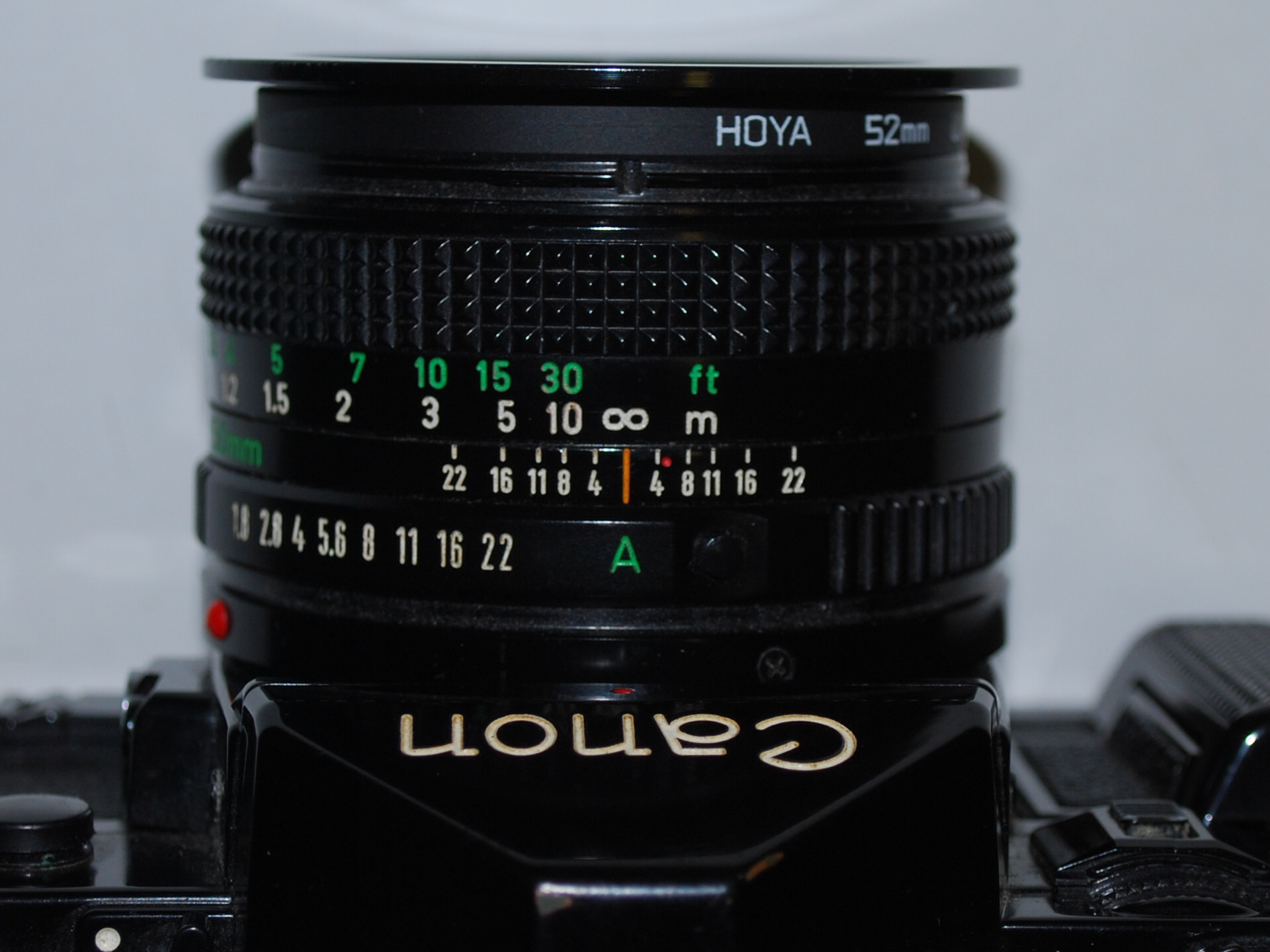
Pour les autres modes, la bague des diaphragmes de l'objectif doit être sur A.

## Appareils photo équipés d'une monture FD
| - Canon F-1 (1971) - Canon FTb (1971) - Canon EF (1973) - Canon TLb (1974) - Canon TX (1975) - Canon AE-1 (1976) - Canon AT-1 (1976) - Canon A-1 (1978) | - Canon AV-1 (1979) - Canon New F-1 (1981) - Canon AE-1 Program (1981) - Canon AL-1 (1982) - Canon T50 (1983) - Canon T70 (1984) - Canon T90 (1986) - Canon T60 (1990) |

## Compatibilité
Il existe des bagues d'adaptation permettant de monter les objectifs Canon FD sur un boitier Sony ayant une monture E, comme la série des NEX (NEX-3, NEX-5, NEX-6...) ou comme les Alpha 3000, 5000, 5100 et 6000, les séries Alpha 7 et 9 . Ces bagues existent aussi pour les boîtiers Fujifilm série X, tels que les X-Pro1, XE-1 et XE-2 mais aussi XT-1 et XT-10. L'utilisation de ces bagues fait perdre tout automatisme qui devrait agir sur le réglage d'ouverture mais on peut utiliser un automatisme avec priorité à l'ouverture (mode A) et le boîtier détermine la vitesse d'obturation. L'autofocus n'est pas pris en charge. Certaines bagues économiques ont parfois des petits soucis avec l'infini qui est légèrement décalé.